# Estación de Antony
La estación de Antony es una estación ferroviaria francesa de la línea de Sceaux, ubicada sobre el territorio del municipio de Antony en el departamento de Hauts-de-Seine en la región Isla de Francia.

## Situación ferroviaria
Establecida a 52 m de altitud, la estación de Antony está ubicada al punto kilométrico (PK) 8,8 de la línea de Sceaux, entre las estaciones de La Croix-de-Berny y de Fontaine Michalon.
Esta estación ha hecho sufrido muchas transformaciones sucesivas desde su creación con el fin de responder a las necesidades crecientes de los viajeros.
En 2019, 6 304 424 viajeros utilizaron a esta estación, lo que la sitúa en el puesto 14º  de las estaciones de RER explotadas por la RATP.

## Servicio de viajeros

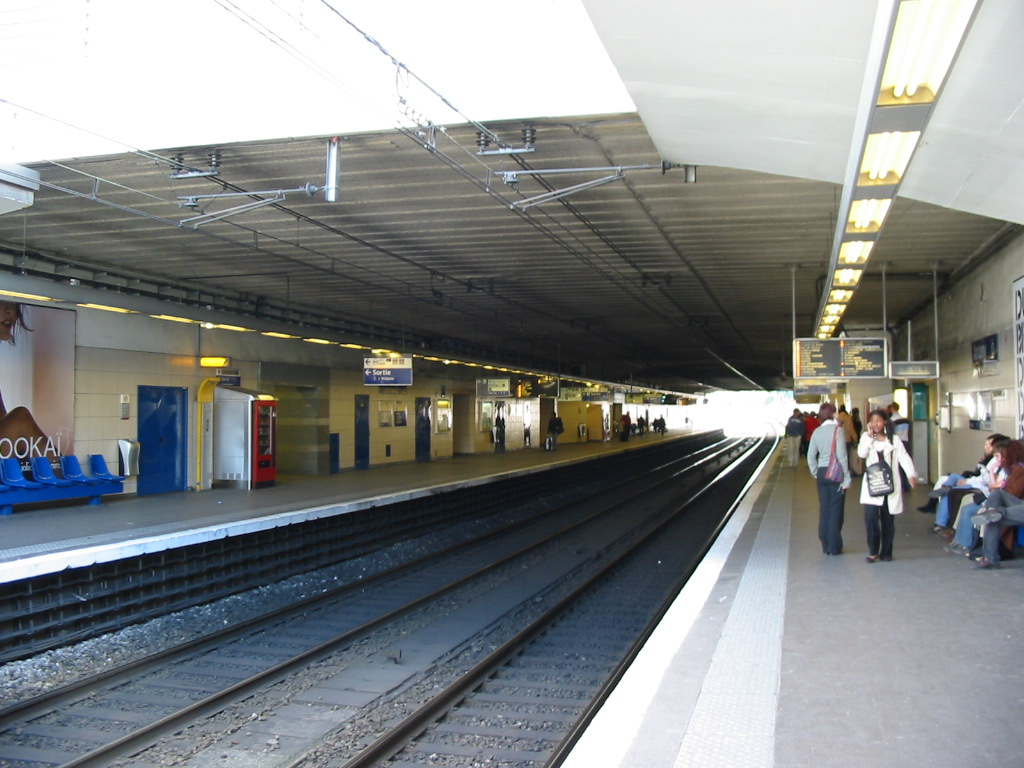
Andenes vistos en dirección sur.

La estación, ubicada en la línea B del RER de Isla de Francia, en zona 3 de la tarificación de los transportes públicos de Isla de Francia, es la cabecera oeste de la línea Orlyval.

### Intermodalidad
Por la estación pasan las líneas 196, 286, 297 y 395 de la RATP y las líneas 1, 2, 3, 8, 9 y 12 de Le Paladin.

Galería de fotografías
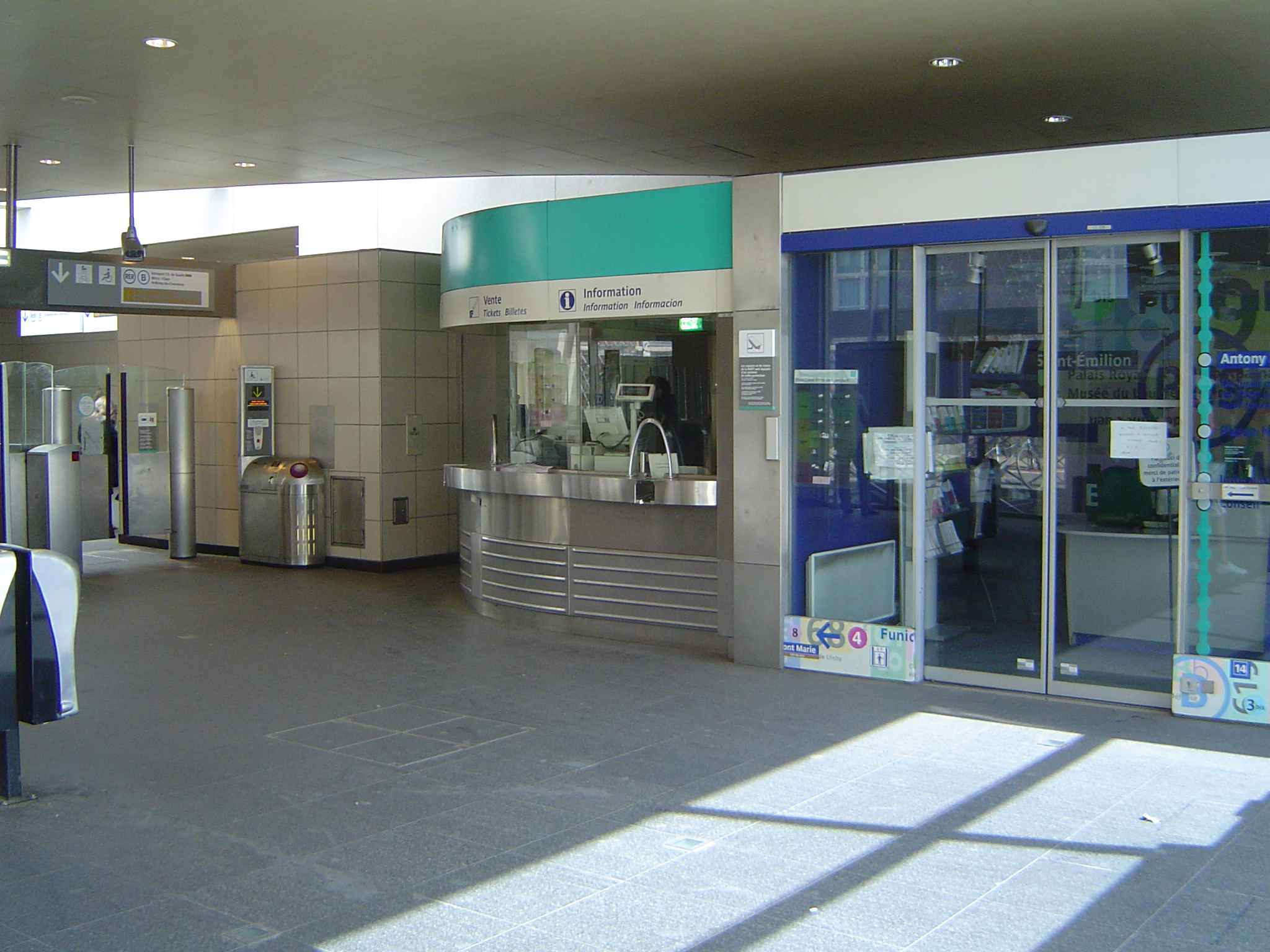
Interior de la estación.
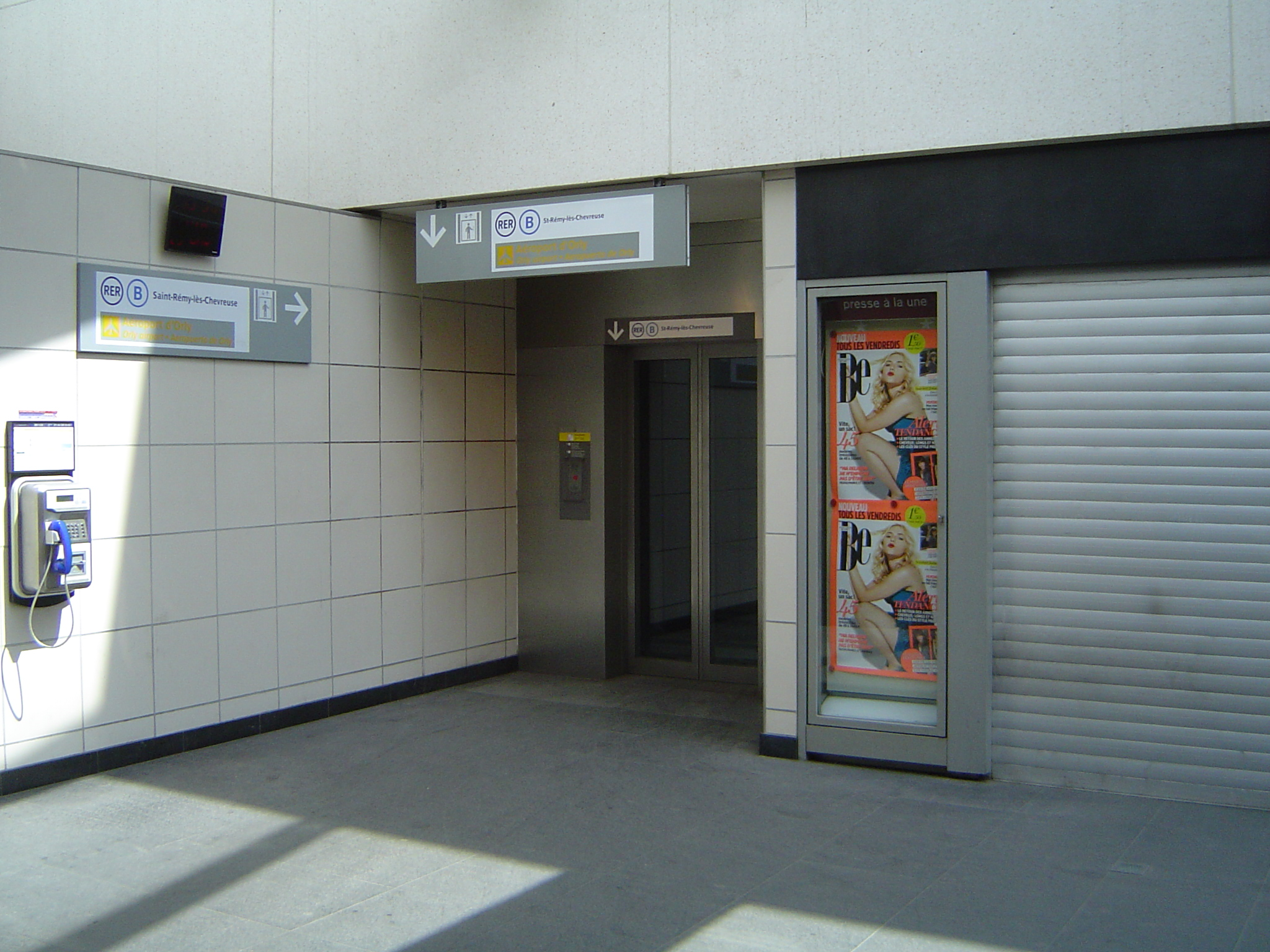
Ascensor hacia el andén a Saint-Rémy-lès-Chevreuse.
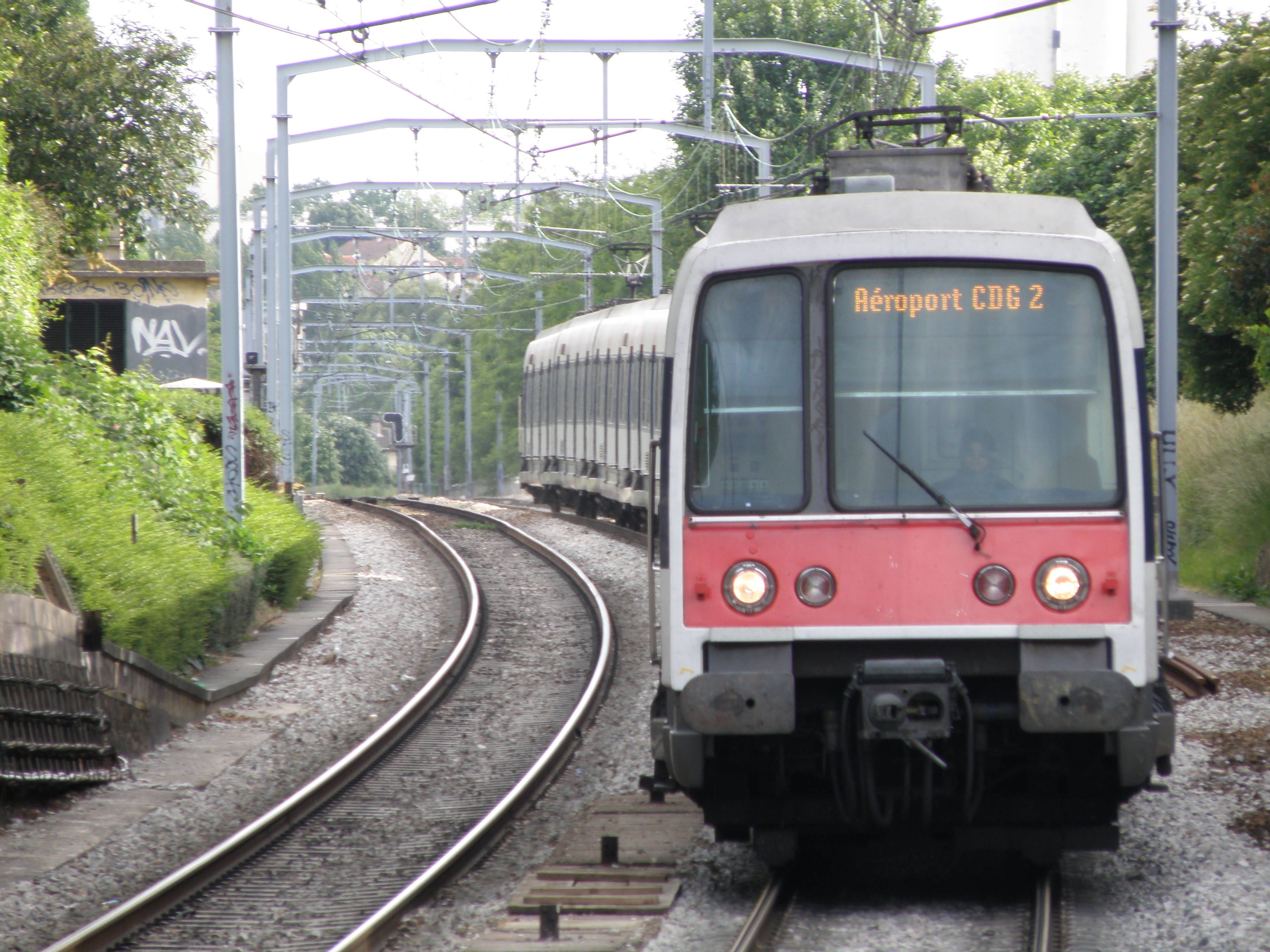
MI 84 entrando en la estación.
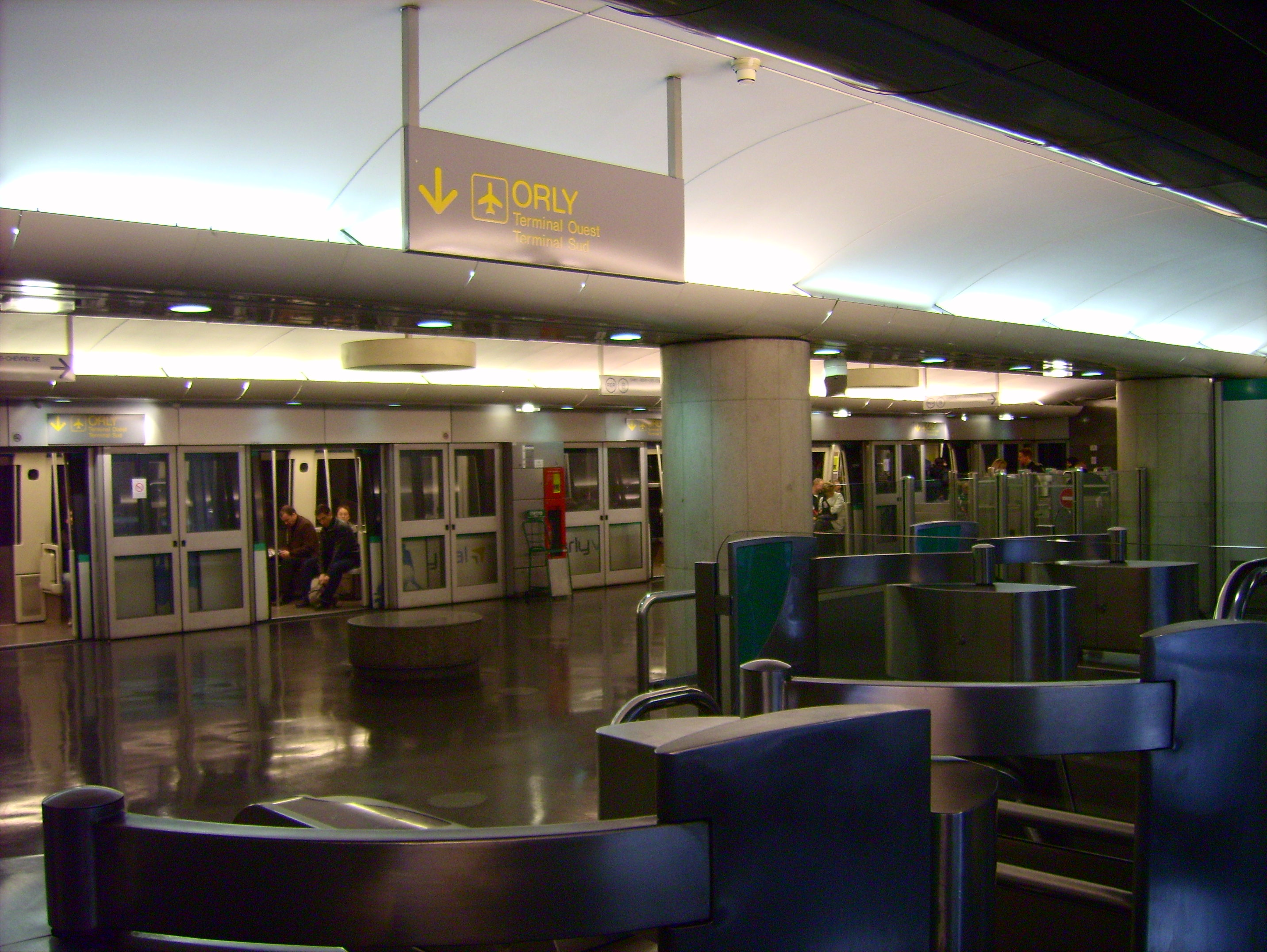
Andén de la línea Orlyval.
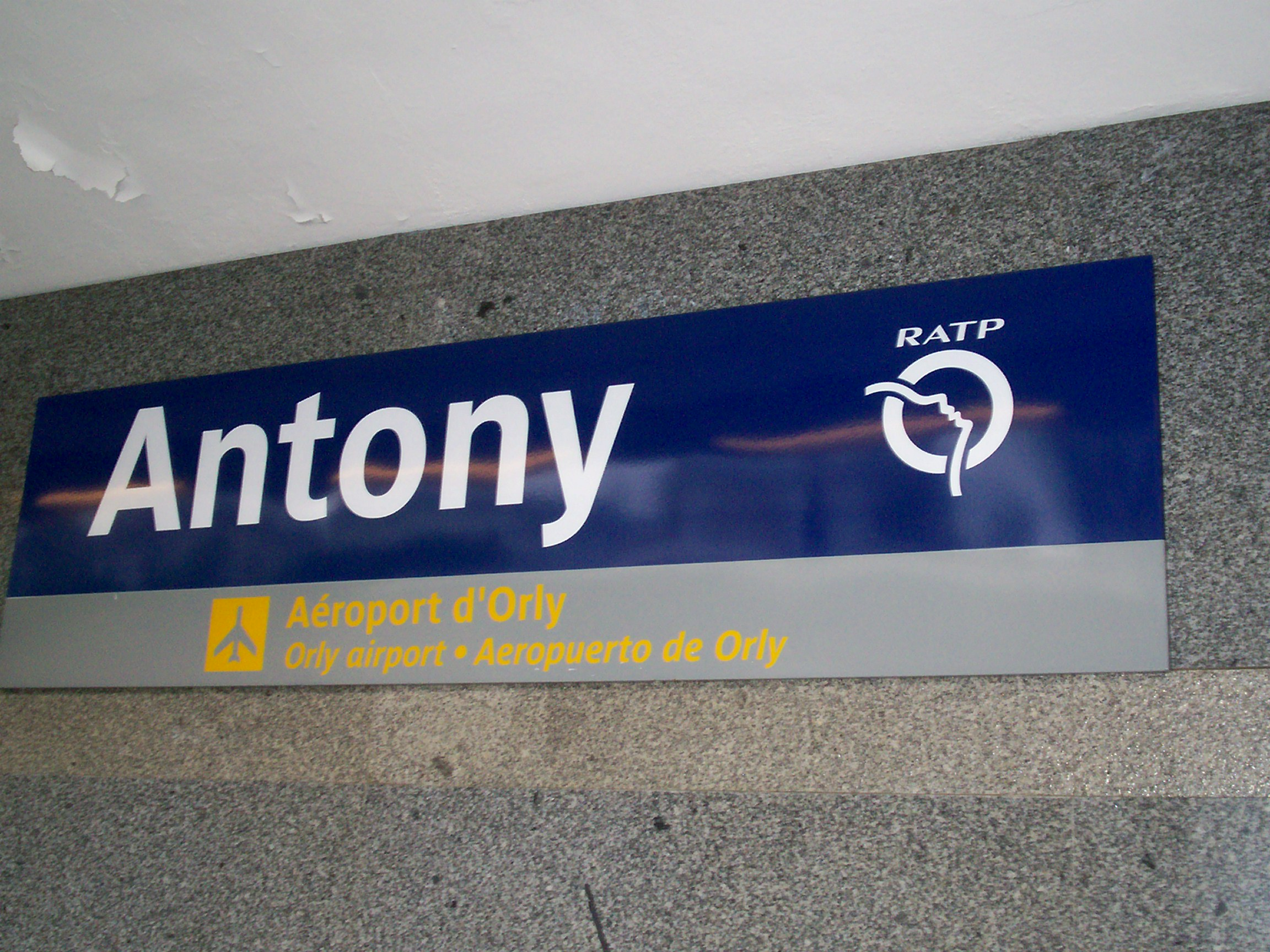
Cartel indicando el nombre de la estación.